# 정대영 (배구 선수)
정대영(鄭大永, 1981년 8월 12일 ~ )은 대한민국의 前 배구 선수로, 포지션은 미들블로커지만 라이트 포지션도 소화하였다. 스파이크 높이는 315cm, 블로킹 높이는 308cm이다.

## 약력

### 프로 입문과현대건설시절
정대영은 1981년 충청북도 청주에서 태어나 충북여자중학교를 거쳐 양백상업고등학교(2006년 폐교)에 입학하였다. 그리고 고등학교 3학년에 재학 중이던 1999년 말, 현대건설에 입단하여 주전 센터로 뛰며 2000년 슈퍼리그를 시작으로 2004년 V-투어까지 소속 팀이 겨울리그 5연패를 이루는 데 공헌하였다.
이 때부터 그는 대한민국의 국가대표 선수로 발탁되어 2004년 아테네 올림픽과 월드그랑프리 등 다수의 국제 대회에 참가하며 대한민국을 대표하는 센터 공격수로 입지를 굳혀 나갔다.
대한민국의 실업 배구 리그가 프로로 전환되고 첫 시즌이었던 2005년 시즌에는 개인 타이틀 3관왕(득점상·블로킹상·수비상)과 정규 리그 최우수선수로 뽑히는 영예를 안았지만, 정작 소속팀은 챔피언 결정전 진출에 실패했다.

### 결혼과GS칼텍스로의 이적
2007년 5월, 지인의 소개로 만난 4살 연상의 교직원과 6년 간의 교제 끝에 결혼하며 현역 여자 배구 선수들 중 유일한 기혼 선수로 이름을 올렸다. 결혼 즈음, 그는 2006–07 시즌 직후 처음 시행된 자유 계약 선수(FA)제도에서 FA 자격을 얻어, 프로 진출 시부터 한솥밥을 먹고 지낸 세터 이숙자와 함께 전 소속 팀인 수원 현대건설 힐스테이트에서 새로운 소속 팀인 GS칼텍스 서울 KIXX로 이적하였다. 이적 당시, 그는 연봉 1억 1,000만원에 GS칼텍스와 계약하며 억대 연봉 반열에 올라섰다. 그는 후에 한 언론 인터뷰에서 부상 탓에 2006년 선수 은퇴를 결심했지만, GS칼텍스로의 이적이 자신의 배구 인생에 있어 전환점이 되었다고 밝히기도 했다.
그러나 이적 후 첫 시즌이었던 2007–08 시즌 직전 맹장 수술을 받아 연습량이 부족했고, 시즌 초반 컨디션 난조로 1라운드에서 4라운드까지 10~20%대의 공격 성공률을 보여주며 '실패한 이적'이라는 평가를 받기도 했다. 그러나 라운드를 거듭할수록 컨디션을 회복한 정대영은 7라운드에서 45%의 공격 성공률을 보여주었고, 챔피언 결정전에서도 2점 후위 공격을 15개나 성공시키면서 소속팀 서울 GS칼텍스 KIXX가 프로 전환 이후 첫 우승을 차지하는 데에 큰 역할을 하였다. 이러한 공로를 인정받아 챔피언 결정전 MVP로도 선정되었다.
하지만 그는 수술 여파와 체력 부담을 이유로 2008년 베이징 올림픽 예선전 국가대표팀에 불참을 선언하고 발목 수술을 강행하여 대한배구협회 주관의 국내외 대회 1년 출전 정지라는 징계 처분을 받기도 했다.
2008–09 시즌이 끝난 후 그는 출산을 위해 1년간 코트를 잠시 떠나게 되었는데, 이는 여자부 선수 최초의 출산 휴가 사례였으며, 이 기간을 통해서 딸 김보민 양을 얻었다. 정대영의 공백을 메우기 위해 서울 GS칼텍스 KIXX는 대전 KT&G 아리엘즈로 이정옥을 보내고 지정희를 트레이드하여 영입하게 되었다.

### FA 자유계약성남 한국도로공사 하이패스 제니스로의 이적
2014년 5월, FA 자유계약선수 자격을 얻어 서울 GS칼텍스 KIXX에서 김천 한국도로공사 하이패스로 이적했다. 2014년 5월부터 2020년까지 김천 한국도로공사 하이패스의 주전 센터로 꾸준히 활약하였으며, 2019–20 시즌을 마치고 또 한번 FA 자격을 얻었다. 원 소속 팀 도로공사와 계약 기간 3년, 계약금 1억 4천만 원, 연봉 9천 5백만원, 옵션 4천 5백만 원까지 총액 4억 2천만 원에 FA 계약을 체결하여 잔류하였다.

### 다시 친정팀으로 복귀
2023년 4월 18일, 1년 총액 3억의 조건으로 GS칼텍스 컴백을 확정지었다. GS의 외부 FA 영입은 무려 13년만으로, 정대영은 2013-14 시즌 당시 팀을 우승시키고 떠난뒤 9년만에 돌아오게 되었다. 

### 현역 은퇴
GS칼텍스에서 마지막 한 시즌을 뛴 후 25년 간 커리어를 뒤로 한 채 현역 은퇴를 선언하였다.

## 플레이 스타일
- 대부분의 센터 공격수들이 서브 리시브에 거의 참여하지 않는 데 비해, 정대영은 센터이지만 팀 내에서 리시브에도 참여한다. 리시브 시도 횟수 면에서도 최근 3시즌 모두 리베로에 이은 팀 내 2위를 기록하고 있다. 리시브 성공률은 40~50%대를 유지하고 있다.
- 백어택(후위 공격)의 대부분은 레프트나 라이트와 같은 날개 공격수에 의해 시도되지만, 센터 공격수인 정대영도 백어택을 할 수 있다. 특히 2점 백어택 제도가 존재했던 2005–06 시즌에는 시상식에서 백어택상을 받을 정도로 백어택에 능하다. 2점 백어택 제도가 사라지 후 첫 시즌인 2008–09 시즌에는 백어택 시도 횟수 자체가 크게 감소한 모습이다.

## V-리그개인 기록
| 시즌                               | 경기 수                       | 세트 수                       | 득점                          | 득점                          | 득점                          | 득점                          | 득점                          | 공격 성공률                   |
| 시즌                               | 경기 수                       | 세트 수                       | 공격(시도)                    | 2점 후위                      | 서브                          | 블로킹                        | 합계                          | 공격 성공률                   |
| ---------------------------------- | ----------------------------- | ----------------------------- | ----------------------------- | ----------------------------- | ----------------------------- | ----------------------------- | ----------------------------- | ----------------------------- |
| 2005                               | 수원 현대건설 힐스테이트 소속 | 수원 현대건설 힐스테이트 소속 | 수원 현대건설 힐스테이트 소속 | 수원 현대건설 힐스테이트 소속 | 수원 현대건설 힐스테이트 소속 | 수원 현대건설 힐스테이트 소속 | 수원 현대건설 힐스테이트 소속 | 수원 현대건설 힐스테이트 소속 |
| 정규 리그 플레이오프               | 16 2                          | 63 7                          | 237(678) 24(87)               | 25 3                          | 9 1                           | 48 4                          | 319 32                        | 34.96% 27.59%                 |
| 2005–06                            | 수원 현대건설 힐스테이트 소속 | 수원 현대건설 힐스테이트 소속 | 수원 현대건설 힐스테이트 소속 | 수원 현대건설 힐스테이트 소속 | 수원 현대건설 힐스테이트 소속 | 수원 현대건설 힐스테이트 소속 | 수원 현대건설 힐스테이트 소속 | 수원 현대건설 힐스테이트 소속 |
| 정규 리그                          | 28                            | 109                           | 457(1343)                     | 144                           | 11                            | 75                            | 687                           | 34.03%                        |
| 2006–07                            | 수원 현대건설 힐스테이트 소속 | 수원 현대건설 힐스테이트 소속 | 수원 현대건설 힐스테이트 소속 | 수원 현대건설 힐스테이트 소속 | 수원 현대건설 힐스테이트 소속 | 수원 현대건설 힐스테이트 소속 | 수원 현대건설 힐스테이트 소속 | 수원 현대건설 힐스테이트 소속 |
| 정규 리그 플레이오프 챔피언 결정전 | 24 2 4                        | 96 7 16                       | 363(1028) 28(80) 47(130)      | 81 7 12                       | 9 0 1                         | 62 4 12                       | 515 39 72                     | 35.31% 35.00% 36.15%          |
| 2007–08                            | 인천 GS칼텍스 소속            | 인천 GS칼텍스 소속            | 인천 GS칼텍스 소속            | 인천 GS칼텍스 소속            | 인천 GS칼텍스 소속            | 인천 GS칼텍스 소속            | 인천 GS칼텍스 소속            | 인천 GS칼텍스 소속            |
| 정규 리그 플레이오프 챔피언 결정전 | 25 2 4                        | 97 8 17                       | 246(732) 25(63) 52(139)       | 45 6 15                       | 14 0 0                        | 63 6 7                        | 368 37 74                     | 33.61% 39.68% 37.41%          |
| 2008–09                            | 인천 GS칼텍스 소속            | 인천 GS칼텍스 소속            | 인천 GS칼텍스 소속            | 인천 GS칼텍스 소속            | 인천 GS칼텍스 소속            | 인천 GS칼텍스 소속            | 인천 GS칼텍스 소속            | 인천 GS칼텍스 소속            |
| 정규 리그 챔피언 결정전            | 27 4                          | 108 16                        | 311(797) 30(103)              | 0 0                           | 7 0                           | 74 4                          | 392 34                        | 39.02%                        |

※ 대한민국 V-리그 여자부에서는 백어택(후위 공격)에 2점을 부여하는 제도를 시행했던 적이 있어 공격 기록에서 백어택으로 획득한 득점을 따로 분리하여 '2점 후위'로 기록하였다. 이 제도는 2008–09 시즌에 사라졌다.
- 여자부 한 경기 최다 블로킹 득점 기록 - 9점(2006–07 시즌, 2007년 2월 22일, 서울, KT&G전)[10]
- 블로킹 득점 300점 달성(여자부 1호, 2008–09 시즌, 2009년 2월 14일, 인천)[11]
- 득점 2,000점 달성(여자부 2호, 2008–09 시즌, 2009년 3월 2일, 구미)

## 주요 국가대표 출전 경력
- 2001년 월드그랑프리, 아시아 선수권 대회, 월드 그랜드 챔피언스 컵
- 2002년 세계 선수권 대회, 부산 아시안 게임
- 2003년 월드그랑프리, 아시아 선수권 대회, 월드컵
- 2004년 아테네 올림픽, 월드그랑프리
- 2005년 월드그랑프리, 아시아 선수권 대회, 월드 그랜드 챔피언스 컵
- 2006년 월드그랑프리, 세계 선수권 대회, 도하 아시안 게임
- 2007년 아시아 선수권 대회, 월드컵
- 2010년 광저우 아시안 게임
- 2011년 월드그랑프리, 아시아 선수권 대회
- 2012년 런던 올림픽
- 2019년 FIVB 네이션스 리그

## 주요 수상 경력
- 2002년 한국배구슈퍼리그 블로킹상, 서브상
- 2005년 V-리그 2005 MVP, 득점상, 블로킹상, 수비상
- 2006년 V-리그 2005-06 백어택상
- 2008년 V-리그 2008-09 블로킹상, 챔피언 결정전 MVP

## 가족 관계
- 김보민[12] - 정대영의 딸이며 현재 초등부 배구 선수로 활동 중이다.